# Film de groază psihologic
Un film de groază psihologic este un subgen al filmului de groază ale cărui întâmplări se rotesc în jurul unui caz psihologic. Personajele trebuie să lupte adesea cu idei/obsesii ale subconștientului. Printre primele filme de acest gen se numără The Black Cat (1934) și Cat People (1942).

## Exemple
- Psycho (1960)
- Copilul lui Rosemary (1968)
- Strălucirea (1980)
- Tăcerea mieilor (1991)
- Destinație mortală (1997)
- Dincolo de aparențe (2000)
- Puzzle mortal (2004)
- Liniște mortală (2007)
- Jocul lui Gerald